# سلالة أوان

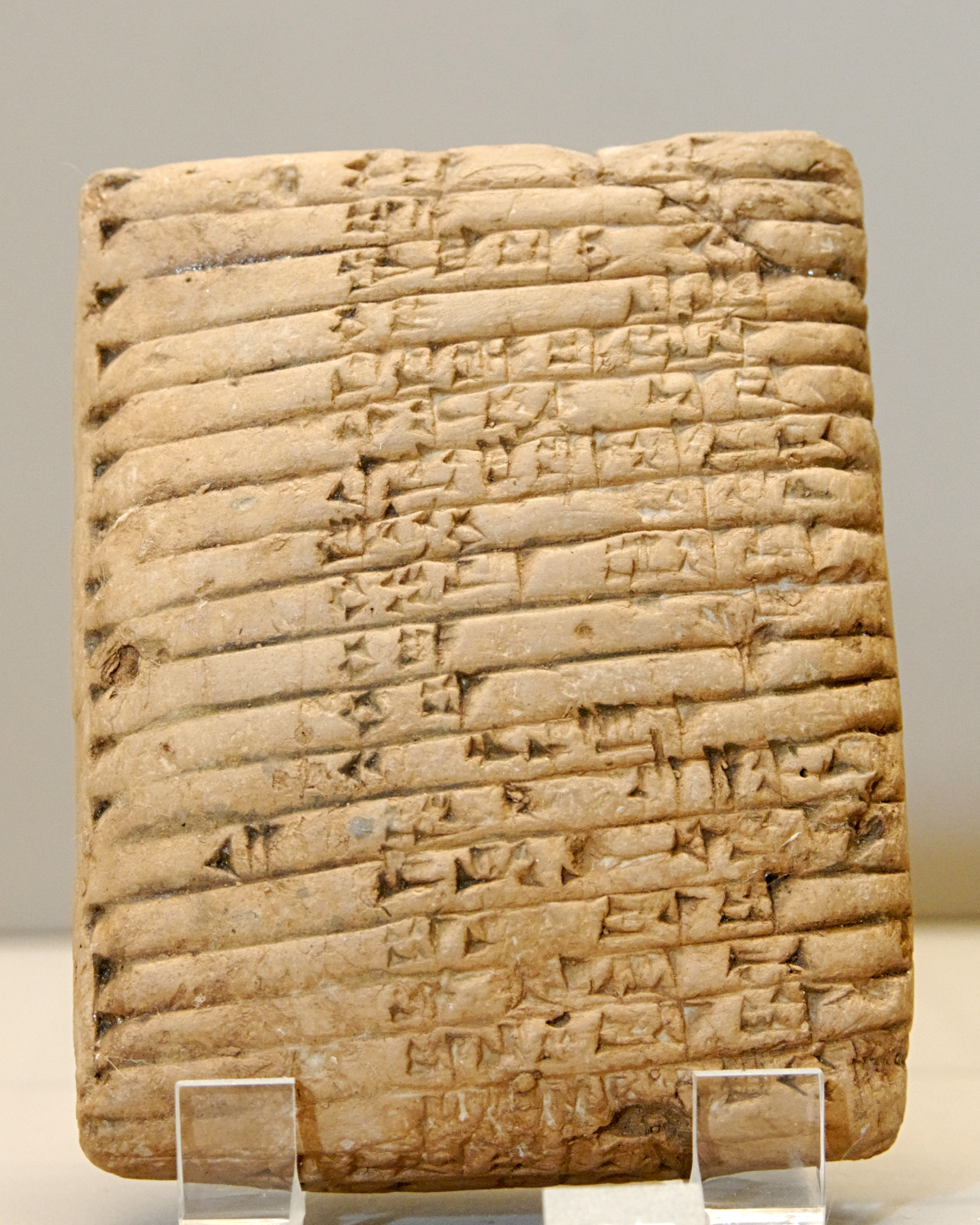
لوحة تعود لسلالة آوان في متحف اللوفر

سلالة أوان وهي أول سلالة عيلامية، لكن غير معروف متى ظهروا بالتحديد، العيلاميون ذكروا في النقوش السومرية منذ فجر التاريخ وظهروا كخصوم لهم إذ كانوا مجاورين لهم، وأول مرة تم ذكرهم من قبل الملك إين مي باراكي سي ملك كيش، حيث قام هذا الملك بمهاجمتهم في القرن 25 ق م، وأما أول ذكر لمدينة أوان كانت في فترة الملك إياناتوم ملك لكش، الذي تكلم عن مهاجمته وضمها لحكمه .
موقع هذه المدينة مجهول في بلاد عيلام، لكن يرجح بأنها تقع شمال مدينة سوسة جنوب لورستان.